# قدرت اسید
قدرت یک اسید عبارت است از توانایی یا تمایل آن اسید در ازدست دادن یک پروتون (+H). دو عامل مهمی که در از دست دادن پروتون نقش دارند عبارتند از: قطبیت شیمیایی پیوند H—A و بزرگی اتم A که در قدرت پیوند H—A تأثیر می‌گذارد. همچنین قدرت اسید به پایداری باز مزدوج نیز مرتبط است.

## اسید قوی
یک اسید قوی، اسیدی است که در یک محلول (در صورت وجود حلال کافی) کاملاً یونیزه می‌شود (تفکیک). در آب یک مول از یک اسید قوی HA یک مول +H و یک مول باز مزدوج -A آزاد می‌کند و هیچ اثری از اسید یونیزه نشدهٔ HA باقی نمی‌ماند. از جمله اسیدهای قوی می‌توان به هیدروکلریک اسید (HCl)، هیدرویدیک اسید (HI)، هیدروبرومیک اسید (HBr)، پرکلریک اسید (HClO4)، نیتریک اسید (HNO3) و سولفوریک اسید (H2SO4) اشاره کرد.
هرچه اسید قوی تر باشد ثابت تفکیک اسیدی (aK) بزرگتر است و ثابت لگاریتمی آن کوچکتر است.

## اسید ضعیف
در مقابل اسید ضعیف اسیدی است که تنها به صورت جزئی دچار تفکیک می‌شود نمونه‌هایی از اسید ضعیف عبارتند از: کربنیک اسید (H2CO3)، استیک اسید (CH3COOH)، فسفریک اسید، هیدروفلوئوریک اسید و اگزالیک اسید. این اسیدها به گونه‌ای اند که در یک محلول، اسید و باز مزدوج در حالت تعادل دیده می‌شوند. 
بیشتر اسیدها از نوع اسید ضعیف اند.
به اسیدی گفته می‌شود که وقتی در حلالی حل شود پروتون‌هایش را به طور کامل به حلال ندهد.
برای توضیحات بیشتر به واژهٔ اسید مراجعه کنید.